# Persone di nome Joshua
| Questa pagina contiene informazioni ricavate automaticamente dalle voci biografiche con l'ausilio del template Bio e di un bot. L'aggiornamento è periodico e automatico e ricostruisce completamente la pagina. Se manca una persona in questa lista, sei pregato di non aggiungerla, ma accertati piuttosto che la sua voce biografica contenga il template Bio e che i dati anagrafici siano correttamente compilati. Se il template Bio manca, inseriscilo tu stesso o, in alternativa, metti l'avviso {{tmp\|Bio}} che ne segnala la mancanza. Se i dati riportati sono sbagliati, correggi direttamente la voce biografica; le modifiche saranno visibili in questa lista entro pochi giorni. Per chiarimenti vedi il progetto antroponimi. La lista contiene solo le 360 persone che sono citate nell'enciclopedia e per le quali è stato implementato correttamente il template Bio. Pagina aggiornata al 6 ago 2025. |

Questa è una lista di persone presenti nell'enciclopedia che hanno il nome Joshua, suddivise per attività principale.

## Allenatori di calcio(2)
- Josh Gowling, allenatore di calcio e ex calciatore inglese (Coventry, n. 1983)
- Josh Wolff, allenatore di calcio e ex calciatore statunitense (Stone Mountain, n. 1977)

## Allenatori di hockey su ghiaccio(1)
- Josh Holden, allenatore di hockey su ghiaccio e ex hockeista su ghiaccio canadese (Calgary, n. 1978)

## Allenatori di pallacanestro(1)
- Joshua Longstaff, allenatore di pallacanestro statunitense (Portland, n. 1982)

## Allenatori di tennis(1)
- Joshua Eagle, allenatore di tennis e ex tennista australiano (Toowoomba, n. 1973)

## Artisti marziali misti(4)
- Josh Barnett, artista marziale misto e wrestler statunitense (Seattle, n. 1977)
- Josh Neer, artista marziale misto statunitense (Des Moines, n. 1983)
- Joshua Pacio, artista marziale misto filippino (La Trinidad, n. 1996)
- Josh Thomson, artista marziale misto statunitense (San Jose, n. 1978)

## Astronauti(1)
- Joshua Kutryk, astronauta, ingegnere e aviatore canadese (Fort Saskatchewan, n. 1982)

## Atleti paralimpici(1)
- Joshua Cinnamo, atleta paralimpico statunitense (San Diego, n. 1981)

## Attivisti(1)
- Joshua Wong, attivista e politico hongkonghese (Hong Kong, n. 1996)

## Attori(42)
- Joshua Alba, attore statunitense (Biloxi, n. 1982)
- Josh Bowman, attore britannico (Berkshire, n. 1988)
- Brad Maddox, attore e ex wrestler statunitense (Tega Cay, n. 1984)
- Josh Brener, attore statunitense (Houston, n. 1984)
- Josh Brolin, attore statunitense (Santa Monica, n. 1968)
- Josh Charles, attore statunitense (Baltimora, n. 1971)
- Joshua Close, attore canadese (Oakville, n. 1981)
- Josh Dallas, attore statunitense (Louisville, n. 1978)
- Joshua Harto, attore e produttore televisivo statunitense (Huntington, n. 1979)
- Josh Duhamel, attore e ex modello statunitense (Minot, n. 1972)
- Josh Flitter, attore statunitense (Ridgewood, n. 1994)
- Josh Gad, attore statunitense (Hollywood, n. 1981)
- Joshua Gomez, attore statunitense (Bayonne, n. 1975)
- Joshua Leonard, attore, regista e sceneggiatore statunitense (Houston, n. 1975)
- Josh Hamilton, attore statunitense (New York, n. 1969)
- Joshua Harris, attore statunitense (n. 1978)
- Josh Hartnett, attore e produttore cinematografico statunitense (Saint Paul, n. 1978)
- Josh Helman, attore australiano (Adelaide, n. 1986)
- Joshua Henry, attore e cantante statunitense (Winnipeg, n. 1984)
- Josh Herdman, attore e artista marziale misto britannico (Hampton, n. 1987)
- Josh Holloway, attore statunitense (San Jose, n. 1969)
- Joshua Jackson, attore canadese (Vancouver, n. 1978)
- Joshua Kantara, attore e regista tedesco (Berlino, n. 2002)
- Andrew Koenig, attore statunitense (Los Angeles, n. 1968 - Vancouver, † 2010)
- Josh Lawson, attore australiano (Brisbane, n. 1981)
- Joshua Malina, attore statunitense (New York, n. 1966)
- Josh McDermitt, attore e comico statunitense (Phoenix, n. 1978)
- Joshua McGuire, attore britannico (Warwick, n. 1987)
- Joshua Morrow, attore statunitense (Juneau, n. 1974)
- Josh Mostel, attore statunitense (New York, n. 1946)
- Josh O'Connor, attore britannico (Southampton, n. 1990)
- Josh Pais, attore statunitense (New York, n. 1964)
- Josh Peck, attore e comico statunitense (New York, n. 1986)
- Josh Pence, attore statunitense (Santa Monica, n. 1982)
- Joshua Rush, attore statunitense (Houston, n. 2001)
- Joshua Sasse, attore e produttore televisivo britannico (Londra, n. 1987)
- Joshua Sinclair, attore, sceneggiatore e regista statunitense (New York City, n. 1953)
- Josh Stamberg, attore e doppiatore statunitense (Washington, n. 1970)
- Josh Stewart, attore statunitense (Diana, n. 1977)
- Josh Swickard, attore e modello statunitense (Quincy, n. 1992)
- Josh Young, attore e cantante statunitense (Wallingford, n. 1980)
- Josh Zuckerman, attore statunitense (Los Altos, n. 1985)

## Autori di videogiochi(1)
- Josh Sawyer, autore di videogiochi e informatico statunitense (Fort Atkinson, n. 1975)

## Avvocati(1)
- Josh Hawley, avvocato e politico statunitense (Springdale, n. 1979)

## Batteristi(2)
- Josh Dun, batterista statunitense (Columbus, n. 1988)
- Josh Freese, batterista statunitense (Orlando, n. 1972)

## Biatleti(1)
- Josh Thompson, ex biatleta statunitense (Lawrence, n. 1962)

## Bobbisti(1)
- Joshua Bluhm, bobbista tedesco (Kiel, n. 1994)

## Canottieri(4)
- Joshua Booth, canottiere australiano (Melbourne, n. 1990)
- Josh Bugajski, canottiere britannico (Cheadle Heath, n. 1990)
- Joshua Dunkley-Smith, canottiere australiano (Melbourne, n. 1989)
- Josh West, canottiere britannico (Santa Fe, n. 1977)

## Cantanti(5)
- Joshua Bassett, cantante, attore e doppiatore statunitense (Oceanside, n. 2000)
- JC Chasez, cantante, produttore discografico e personaggio televisivo statunitense (Washington, n. 1976)
- Josh Homme, cantante, chitarrista e batterista statunitense (Palm Springs, n. 1973)
- Peg Leg Howell, cantante e chitarrista statunitense (Eatonton, n. 1888 - Atlanta, † 1966)
- Jake Owen, cantante statunitense (Vero Beach, n. 1981)

## Cantautori(5)
- Joshua, cantautore italiano (Rimini, n. 1995)
- Josh Kelley, cantautore e musicista statunitense (Augusta, n. 1980)
- Joshua Radin, cantautore statunitense (Shaker Heights, n. 1974)
- Father John Misty, cantautore, chitarrista e batterista statunitense (Rockville, n. 1981)
- Josh Turner, cantautore e attore statunitense (n. 1977)

## Cestisti(45)
- Josh Akognon, ex cestista statunitense (Greenbrae, n. 1986)
- Josh Almanson, ex cestista statunitense (Bowling Green, n. 1982)
- Josh Asselin, ex cestista statunitense (Caro, n. 1978)
- Josh Carlton, cestista statunitense (Silver Spring, n. 1999)
- Josh Carter, ex cestista statunitense (Dallas, n. 1986)
- Josh Childress, ex cestista statunitense (Los Angeles, n. 1983)
- Josh Christopher, cestista statunitense (Carson, n. 2001)
- Joshua Crawford, cestista statunitense (Los Angeles, n. 1988)
- Josh Davis, ex cestista statunitense (Salem, n. 1980)
- Josh Duinker, ex cestista australiano (Sydney, n. 1989)
- Josh Fisher, ex cestista e allenatore di pallacanestro statunitense (Washington, n. 1980)
- Josh Fortune, cestista statunitense (Hampton, n. 1994)
- Josh Giddey, cestista australiano (Melbourne, n. 2002)
- Josh Grant, ex cestista statunitense (Salt Lake City, n. 1967)
- Josh Green, cestista australiano (Sydney, n. 2000)
- Josh Gross, ex cestista statunitense (Washington, n. 1983)
- Josh Hairston, ex cestista statunitense (Alexandria, n. 1992)
- Josh Hall, cestista statunitense (Greenville, n. 2000)
- Josh Hart, cestista statunitense (Silver Spring, n. 1995)
- Josh Hawkinson, cestista statunitense (Seattle, n. 1995)
- Josh Hawley, cestista statunitense (Irving, n. 1996)
- Josh Heytvelt, ex cestista statunitense (Clarkston, n. 1986)
- Josh Howard, ex cestista statunitense (Winston-Salem, n. 1980)
- Josh Jackson, cestista statunitense (San Diego, n. 1997)
- Josh Martin, cestista statunitense (Bothell, n. 1995)
- Josh Mayo, ex cestista statunitense (Munster, n. 1987)
- Josh McRoberts, ex cestista statunitense (Indianapolis, n. 1987)
- Josh Minott, cestista statunitense (Boca Raton, n. 2002)
- Josh Nebo, cestista statunitense (Houston, n. 1997)
- Josh Newkirk, cestista statunitense (Raleigh, n. 1994)
- Joshua Obiesie, cestista tedesco (Monaco di Baviera, n. 2000)
- Josh Okogie, cestista nigeriano (Lagos, n. 1998)
- Josh Owens, ex cestista statunitense (Portsmouth, n. 1988)
- Joshua Patton, cestista statunitense (Manteca, n. 1997)
- Josh Powell, ex cestista e allenatore di pallacanestro statunitense (Charleston, n. 1983)
- Joshua Primo, cestista canadese (Mississauga, n. 2002)
- Josh Reaves, cestista statunitense (Fairfax, n. 1997)
- Josh Richardson, cestista statunitense (Edmond, n. 1993)
- Josh Selby, cestista statunitense (Baltimora, n. 1991)
- Josh Sharma, cestista statunitense (Lexington, n. 1996)
- Josh Shipp, ex cestista statunitense (Los Angeles, n. 1986)
- Josh Smith, ex cestista statunitense (College Park, n. 1985)
- Joshua Smith, cestista statunitense (Seattle, n. 1992)
- Joshua Tomaic, cestista spagnolo (Lanzarote, n. 1998)
- Josh Young, cestista statunitense (Shawnee, n. 1988)

## Chitarristi(2)
- Josh Bradford, chitarrista e regista canadese (Burlington)
- Josh Farro, chitarrista e cantautore statunitense (Voorhees, n. 1987)

## Ciclisti su strada(2)
- Joshua Gudnitz, ciclista su strada e ciclocrossista danese (Helsingør, n. 2001)
- Joshua Tarling, ciclista su strada e pistard britannico (Aberaeron, n. 2004)

## Comici(1)
- Josh Thomas, comico, attore e sceneggiatore australiano (Brisbane, n. 1987)

## Direttori della fotografia(1)
- Joshua James Richards, direttore della fotografia britannico

## Disc jockey(2)
- Flux Pavilion, disc jockey britannico (Towcester, n. 1989)
- Zomboy, disc jockey e produttore discografico britannico (Penzance, n. 1989)

## Disegnatori(1)
- Joshua Held, disegnatore e animatore italiano (Firenze, n. 1967)

## Doppiatori(2)
- Joshua Seth, doppiatore, conduttore televisivo e illusionista statunitense (Ohio, n. 1970)
- Josh Keaton, doppiatore e musicista statunitense (Pasadena, n. 1979)

## Drammaturghi(1)
- Joshua Harmon, drammaturgo statunitense (New York, n. 1983)

## Economisti(1)
- Joshua Angrist, economista statunitense (Columbus, n. 1960)

## Ginnasti(1)
- Joshua Nathan, ginnasta britannico (Nottingham, n. 1999)

## Giocatori di baseball(12)
- Josh Beckett, ex giocatore di baseball statunitense (Spring, n. 1980)
- Josh Bell, giocatore di baseball statunitense (Irving, n. 1992)
- Josh Donaldson, giocatore di baseball statunitense (Pensacola, n. 1985)
- Josh Edgin, ex giocatore di baseball statunitense (Lewistown, n. 1986)
- Josh Gibson, giocatore di baseball e allenatore di baseball statunitense (Buena Vista, n. 1911 - Pittsburgh, † 1947)
- Josh Harrison, giocatore di baseball statunitense (Cincinnati, n. 1987)
- Josh Phegley, ex giocatore di baseball statunitense (Terre Haute, n. 1988)
- Josh Rodriguez, giocatore di baseball statunitense (Houston, n. 1984)
- Josh Rutledge, giocatore di baseball statunitense (Birmingham, n. 1989)
- Josh Satin, ex giocatore di baseball statunitense (Hidden Hills, n. 1984)
- Josh Smoker, giocatore di baseball statunitense (Calhoun, n. 1988)
- Josh Willingham, giocatore di baseball statunitense (Florence, n. 1979)

## Giocatori di football americano(44)
- Joshua Akena, giocatore di football americano svedese (n. 1992)
- Josh Allen, giocatore di football americano statunitense (Firebaugh, n. 1996)
- Josh Booty, ex giocatore di football americano e giocatore di baseball statunitense (Starkville, n. 1975)
- Josh Brown, ex giocatore di football americano statunitense (Tulsa, n. 1979)
- Josh Bynes, giocatore di football americano statunitense (Pompano Beach, n. 1989)
- Josh Conerly Jr., giocatore di football americano statunitense (Seattle, n. 2003)
- Joshua Cox, giocatore di football americano statunitense (Warren)
- Joshua Cribbs, giocatore di football americano statunitense (Washington, n. 1983)
- Josh Downs, giocatore di football americano statunitense (Suwanee, n. 2000)
- Josh Evans, ex giocatore di football americano statunitense (Irvington, n. 1991)
- Joshua Ezeudu, giocatore di football americano statunitense (Lawrenceville, n. 1999)
- Josh Freeman, ex giocatore di football americano statunitense (Kansas City, n. 1988)
- Joshua Garnett, giocatore di football americano statunitense (Auburn, n. 1994)
- Josh Gordon, giocatore di football americano statunitense (Houston, n. 1991)
- Joshua Haas, giocatore di football americano tedesco (n. 1994)
- Josh Hines-Allen, giocatore di football americano statunitense (Contea di Cumberland, n. 1997)
- Josh Jackson, giocatore di football americano statunitense (Corinth, n. 1995)
- Josh Jacobs, giocatore di football americano statunitense (Tulsa, n. 1998)
- Josh Johnson, giocatore di football americano statunitense (Oakland, n. 1986)
- Josh Jones, giocatore di football americano statunitense (n. 1997)
- Josh Kaddu, giocatore di football americano statunitense (Richmond, n. 1990)
- Joshua Kaindoh, giocatore di football americano statunitense (Baltimora, n. 1998)
- Joshua Karty, giocatore di football americano statunitense (Burlington, n. 2002)
- Joshua Kelley, giocatore di football americano statunitense (Inglewood, n. 1997)
- Josh McCown, ex giocatore di football americano e allenatore di football americano statunitense (Jacksonville, n. 1979)
- Josh Metellus, giocatore di football americano statunitense (n. 1998)
- Joshua Miles, giocatore di football americano statunitense (Baltimora, n. 1996)
- Josh Myers, giocatore di football americano statunitense (Dayton, n. 1998)
- Bryce Nunnelly, giocatore di football americano statunitense (Cleveland, n. 1998)
- Joshua Onujiogu, giocatore di football americano statunitense (Wareham, n. 1998)
- Josh Palmer, giocatore di football americano canadese (Brampton, n. 1999)
- Josh Paschal, giocatore di football americano statunitense (Washington, n. 1999)
- Joshua Perkins, giocatore di football americano statunitense (Carson, n. 1993)
- Joshua Poznanski, giocatore di football americano tedesco (Francoforte sul Meno, n. 1995)
- Josh Reynolds, giocatore di football americano statunitense (San Antonio, n. 1995)
- Josh Robinson, giocatore di football americano statunitense (Bogalusa, n. 1992)
- Josh Rosen, giocatore di football americano statunitense (Manhattan Beach, n. 1997)
- Josh Scobey, ex giocatore di football americano statunitense (Oklahoma City, n. 1979)
- Joshua Tapscott, giocatore di football americano statunitense (Nokesville, n. 1995)
- Josh Thomas, ex giocatore di football americano statunitense (Plymouth, n. 1981)
- Josh Wells, giocatore di football americano statunitense (Mechanicsville, n. 1991)
- Josh Whyle, giocatore di football americano statunitense (Cincinnati, n. 1999)
- Joshua Williams, giocatore di football americano statunitense (Fayetteville, n. 1999)
- Josh Wilson, giocatore di football americano statunitense (Houston, n. 1985)

## Giornalisti(2)
- Jake Adelstein, giornalista, scrittore e investigatore statunitense (Columbia, n. 1969)
- Joshua J. McElwee, giornalista statunitense

## Hockeisti su ghiaccio(2)
- Josh Harding, ex hockeista su ghiaccio canadese (Regina, n. 1984)
- Josh Morrissey, hockeista su ghiaccio canadese (Calgary, n. 1995)

## Imprenditori(1)
- Joshua A. Norton, imprenditore inglese (Londra, n. 1819 - San Francisco, † 1880)

## Insegnanti(1)
- Joshua Chamberlain, docente, politico e generale statunitense (Brewer, n. 1828 - Portland, † 1914)

## Lunghisti(1)
- Joshua Owusu, ex lunghista e triplista ghanese (n. 1948)

## Maratoneti(1)
- Joshua Kipkorir, maratoneta keniota (n. 1994)

## Matematici(1)
- Joshua Milne, matematico britannico (n. 1776 - † 1851)

## Medici(1)
- Joshua Ward, medico inglese (n. 1685 - Londra, † 1761)

## Mezzofondisti(2)
- Joshua Cheptegei, mezzofondista ugandese (Kapchorwa, n. 1996)
- Joshua Lay, mezzofondista britannico (n. 2000)

## Microbiologi(1)
- Joshua Lederberg, microbiologo statunitense (Montclair, n. 1925 - New York, † 2008)

## Militari(1)
- Joshua Gqozo, militare sudafricano (Kroonstad, n. 1952)

## Modelli(1)
- Josh Kloss, modello e attore statunitense (n. 1981)

## Musicisti(1)
- Josh Portman, musicista statunitense (Madison, n. 1979)

## Navigatori(1)
- Joshua Slocum, navigatore e scrittore statunitense (Mount Hanley, n. 1844 - Oceano Atlantico, † 1909)

## Nuotatori(3)
- Joshua Liendo, nuotatore canadese (Toronto, n. 2002)
- Josh Watson, ex nuotatore australiano (Newcastle, n. 1977)
- Joshua Yong, nuotatore australiano (Bandar Seri Begawan, n. 2001)

## Ostacolisti(1)
- Josh Culbreath, ostacolista statunitense (Norristown, n. 1932 - Cincinnati, † 2021)

## Pallanuotisti(1)
- Joshua Samuels, pallanuotista statunitense (Newport Beach, n. 1991)

## Pallavolisti(2)
- Joshua Taylor, ex pallavolista e allenatore di pallavolo statunitense (Honolulu, n. 1992)
- Joshua Tuaniga, pallavolista statunitense (Long Beach, n. 1997)

## Piloti automobilistici(2)
- Joshua Dürksen, pilota automobilistico paraguaiano (Asunción, n. 2003)
- Josh Mason, pilota automobilistico britannico (Birmingham, n. 2002)

## Piloti di rally(1)
- Josh McErlean, pilota di rally irlandese (Kilrea, n. 1999)

## Piloti motociclistici(4)
- Joshua Brookes, pilota motociclistico australiano (Sydney, n. 1983)
- Josh Hayes, pilota motociclistico statunitense (Gulfport, n. 1975)
- Joshua Hook, pilota motociclistico australiano (Taree, n. 1993)
- Joshua Waters, pilota motociclistico australiano (Mildura, n. 1987)

## Pittori(1)
- Joshua Reynolds, pittore inglese (Plympton, n. 1723 - Londra, † 1792)

## Poeti(1)
- Joshua Sylvester, poeta britannico (Kent, n. 1563 - Middelburg, † 1618)

## Politici(10)
- Joshua Bolten, politico statunitense (n. 1954)
- Josh Brecheen, politico statunitense (Ada, n. 1979)
- Josh Gottheimer, politico statunitense (Livingston, n. 1975)
- Josh Green, politico e medico statunitense (Kingston, n. 1970)
- Joshua Hassan, politico britannico (Gibilterra, n. 1915 - Gibilterra, † 1997)
- Joshua Lanier Martin, politico statunitense (Contea di Blount, n. 1799 - Tuscaloosa, † 1856)
- Joshua Nkomo, politico zimbabwese (Semokwe, n. 1917 - Harare, † 1999)
- Josh Riley, politico statunitense (Endicott, n. 1981)
- Josh Shapiro, politico statunitense (Kansas City, n. 1973)
- Josh Stein, politico e avvocato statunitense (Washington, n. 1966)

## Produttori discografici(2)
- Ammo, produttore discografico e musicista statunitense (Baltimora, n. 1987)
- DJ Shadow, produttore discografico, beatmaker e disc jockey statunitense (Hayward, n. 1972)

## Pugili(3)
- Joshua Buatsi, pugile britannico (Accra, n. 1993)
- Joshua Clottey, pugile ghanese (Accra, n. 1977)
- Joshua Edwards, pugile statunitense (Houston, n. 2000)

## Rabbini(5)
- Joshua Boaz, rabbino italiano (Sabbioneta - Savigliano, † 1557)
- Joshua ben Karha, rabbino ebreo antico (Israele)
- Joshua ben Israel Benveniste, rabbino e medico turco (Costantinopoli, n. 1590 - † 1668)
- Joshua ben Hananiah, rabbino ebreo antico (Israele - † 131)
- Joshua ben Levi, rabbino ebreo antico (Terra d'Israele)

## Rapper(1)
- Clever, rapper e cantante statunitense (Gadsen, n. 1985)

## Registi(7)
- Josh Cooley, regista, sceneggiatore e animatore statunitense (Los Angeles, n. 1979)
- Joshua Logan, regista, sceneggiatore e produttore cinematografico statunitense (Texarkana, n. 1908 - New York, † 1988)
- Joshua Marston, regista e sceneggiatore statunitense (Contea di Los Angeles, n. 1968)
- Joshua Oppenheimer, regista, sceneggiatore e produttore cinematografico statunitense (Austin, n. 1974)
- Josh e Benny Safdie, regista e sceneggiatore statunitense (New York, n. 1984)
- Joshua Michael Stern, regista e sceneggiatore statunitense (Nashville, n. 1961)
- Josh Trank, regista e sceneggiatore statunitense (Los Angeles, n. 1984)

## Rugbisti a 15(8)
- Josh Adams, rugbista a 15 britannico (Swansea, n. 1995)
- Josh van der Flier, rugbista a 15 irlandese (Dublino, n. 1993)
- Josh Kronfeld, ex rugbista a 15 e conduttore televisivo neozelandese (Hastings, n. 1971)
- Joshua Mann-Rea, ex rugbista a 15 australiano (Narromine, n. 1981)
- Josh Matavesi, rugbista a 15 figiano (Camborne, n. 1990)
- Josh Navidi, rugbista a 15 britannico (Bridgend, n. 1990)
- Josh Sole, ex rugbista a 15 italiano (Hamilton, n. 1980)
- Josh Strauss, rugbista a 15 sudafricano (Bellville, n. 1986)

## Sacerdoti(1)
- Joshua ben Gamaliel, sacerdote ebreo antico

## Sassofonisti(1)
- Joshua Redman, sassofonista e compositore statunitense (Berkeley, n. 1969)

## Scacchisti(1)
- Joshua Waitzkin, scacchista e artista marziale statunitense (New York, n. 1976)

## Sceneggiatori(1)
- Josh Schwartz, sceneggiatore, regista e produttore televisivo statunitense (Providence, n. 1976)

## Schermidori(1)
- Joshua McGuire, schermidore canadese (Hamilton, n. 1983)

## Sciatori alpini(2)
- Joshua Sturm, sciatore alpino austriaco (n. 2001)
- Joshua Transue, ex sciatore alpino statunitense (n. 1980)

## Scrittori(2)
- Joshua Cohen, scrittore statunitense (Somers Point, n. 1980)
- Joshua Ferris, scrittore statunitense (Danville, n. 1974)

## Sociologi(1)
- Joshua Meyrowitz, sociologo statunitense (n. 1949)

## Storici(1)
- Joshua A. Fogel, storico statunitense (Brooklyn, n. 1950)

## Tennisti(1)
- Joshua Pim, tennista irlandese (Bray, n. 1869 - Killiney, † 1942)

## Tiratori a segno(1)
- Joshua Millner, tiratore a segno britannico (Dublino, n. 1847 - † 1931)

## Tiratori a volo(1)
- Joshua Richmond, tiratore a volo statunitense (Sayre, n. 1985)

## Truccatori(1)
- Josh Weston, truccatore, scenografo e effettista britannico

## Tuffatori(1)
- Joshua Hedberg, tuffatore statunitense (Noblesville, n. 2007)

## Velocisti(2)
- Joshua Hartmann, velocista tedesco (Siegen, n. 1999)
- Joshua J. Johnson, ex velocista statunitense (Dallas, n. 1976)

## Violinisti(1)
- Joshua Bell, violinista statunitense (Bloomington, n. 1967)

## Wrestler(3)
- Josh Briggs, wrestler statunitense (Bullhead City, n. 1993)
- Chris Sabin, wrestler statunitense (Pinckney, n. 1982)
- Jey Uso, wrestler statunitense (San Francisco, n. 1985)

## Youtuber(1)
- Josh Pieters, youtuber e comico sudafricano (Knysna, n. 1993)

## Senza attività specificata(1)
- Joshua Meador, effettista statunitense (Mississippi, n. 1911 - † 1965)